# Kenney, Illinois
Kenney är en ort i DeWitt County i delstaten Illinois, USA.